# Barbatimão-verdadeiro
O barbatimão-verdadeiro, ou ainda barba-de-timão, casca-da-virgindade ou apenas barbatimão (Stryphnodendron adstringens, Stryphnodendron barbadetiman(Vell.), Acacia adstringens(Mart.), Mimosa barbadetiman(Vell.), Mimosa virginalis(Arruda) ) é uma espécie de planta pertencente à família Fabaceae, é uma árvore pequena, hermafrodita, decídua, de tronco tortuosos e cada rugosa espessa e de cor clara. As folhas são alternadas, compostas bipinadas com cerca de cinco a oito pares de pinas, os foliólulos são arredondados e ovalados. Seus frutos são vagens grossas, carnosas de cor castanho-claras com muitas sementes de cor parda, a floração é em setembro. É nativa do cerrado brasileiro encontrada em vários estados brasileiros como: Minas Gerais, Goiás, Bahia, São Paulo, Mato Grosso e Mato Grosso do Sul, em outros estados em menor quantidade. É tóxica para bovinos e herbívoros em geral
É de especial interesse pela indústria do couro por conter tanino.Por conter tanino, o barbatimão observou-se como tendo grande potencial de utilização para produção de painéis compensados sem que necessite da associação com o adesivo fenol-formaldeído.

## Uso medicinal
O barbatimão é uma das plantas medicinais mais usadas no Brasil o que tem incentivado vários estudos. Um estudo de 2007 concluiu que o extrato de barbatimão tem efeito de reduzir a sensação da dor, O extrato hidroalcoólico de barbatimão apresentou atividade contra cepas de Staphylococcus aureus o que pode ser uma alternativa para o tratamento de infecções causadas por estes microrganismos. e pode atuar como neutralizante de picaduras da cobra Bothrops pauloensis
As cascas do caule atribui-se ação adstringente e anti-séptica, sendo usadas na forma de decocto, por via oral, em casos de blenorreia, hemorragias, úlceras e uretrites, externamente pode ser usada no tratamento de feridas ulcerosas e pele oleosa Por sua propriedade adstringente e estíptica, a planta é conhecida como "casca da virgindade" s.
O extrato alcoólico da casca do caule é recomendado para tratar inflamações de garganta, diarreia, corrimento vaginal. e mesmo contra a calvície : costuma-se usar o macerado de folhas em água, com cascas e raízes picadas diretamente no local. Outras propriedades atribuídas a planta pela medicina popular são: cicatrizante, hemostático, no tratamento de feridas, contra diarreias e para "limpar" o útero após o parto.
O creme feito a partir do extrato de Stryphnodendron adstringens está registrado na ANVISA no Formulário de Fitoterápicos Farmacopeia Brasileira.

## Galeria

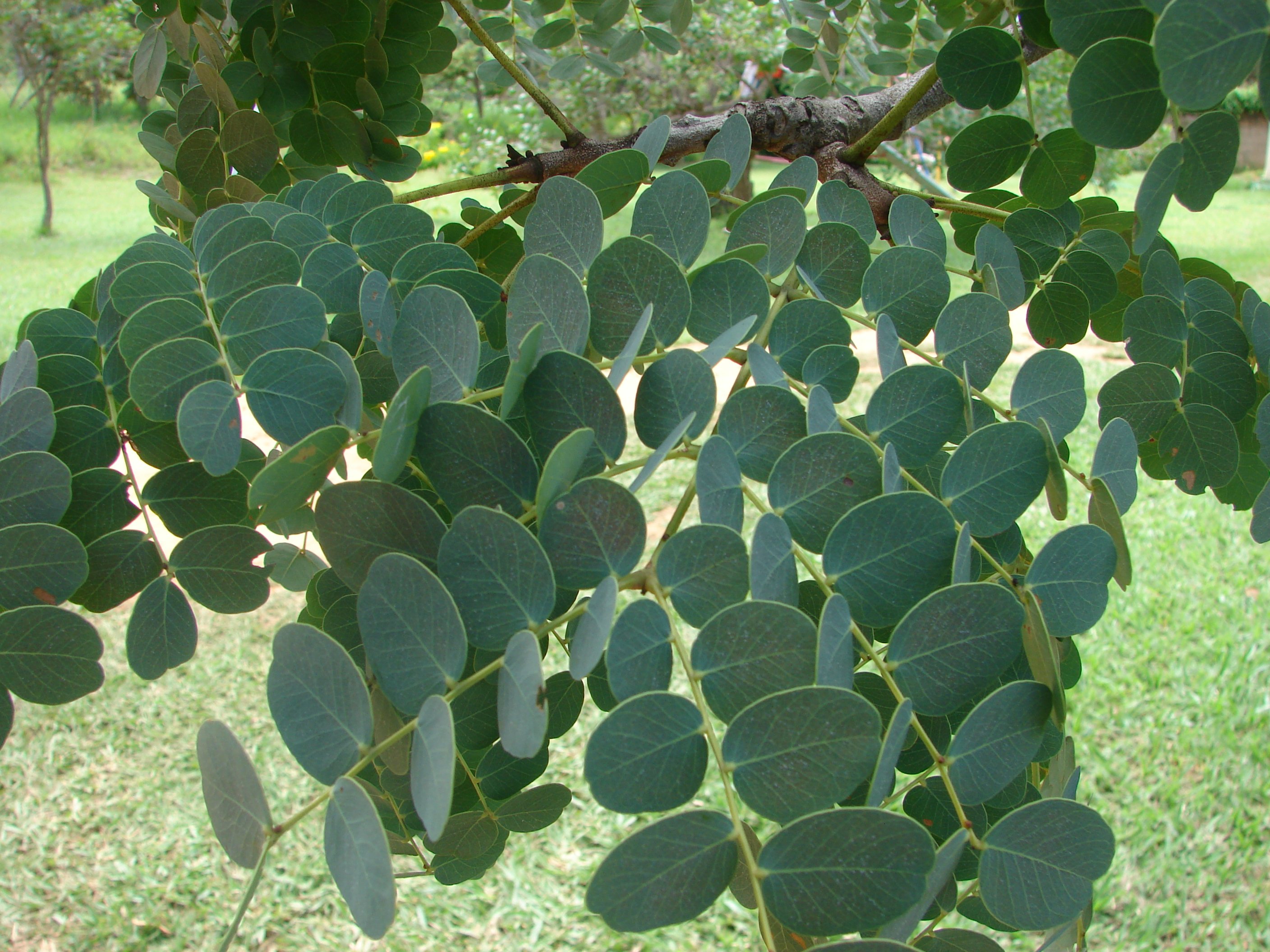
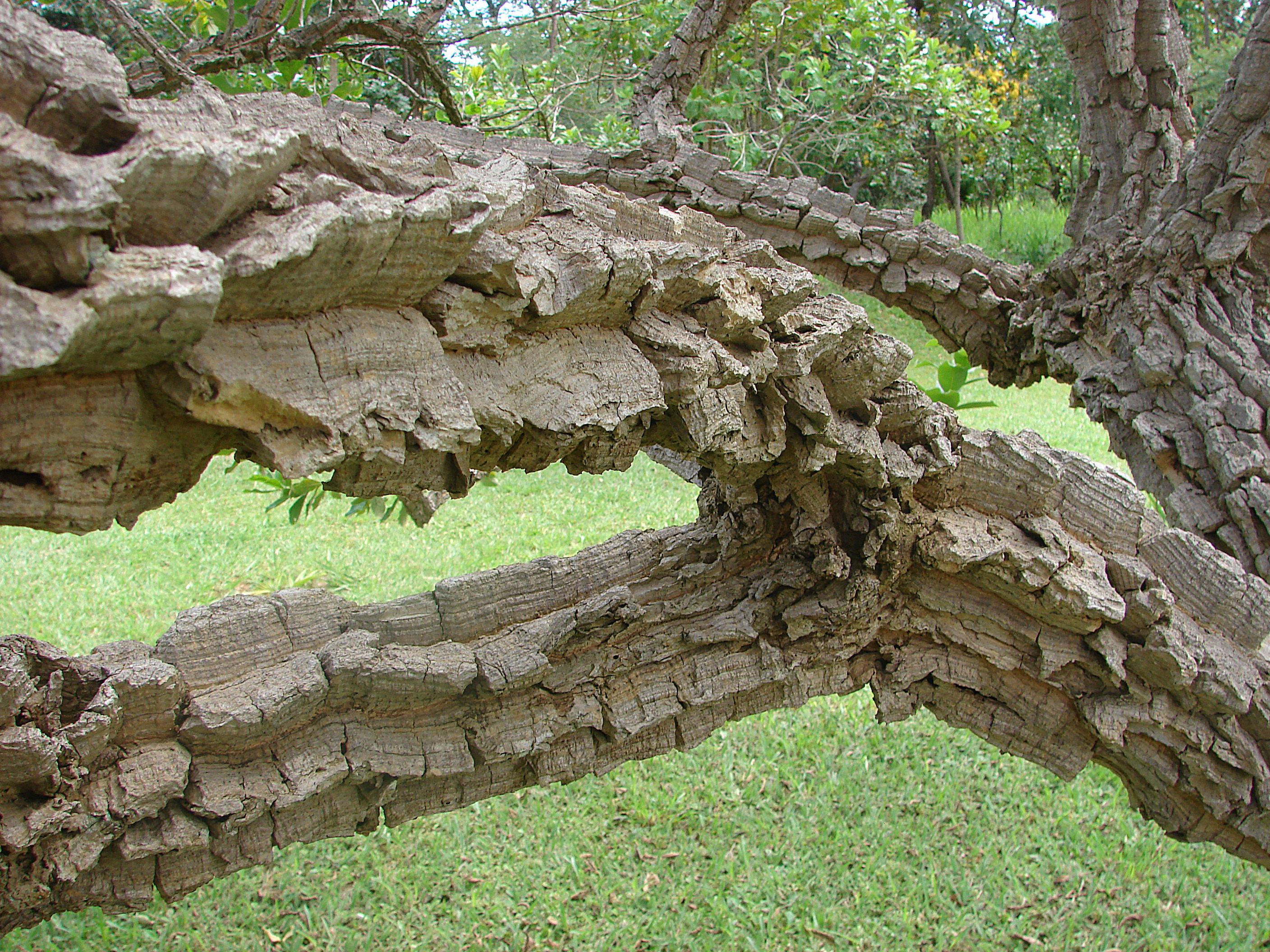
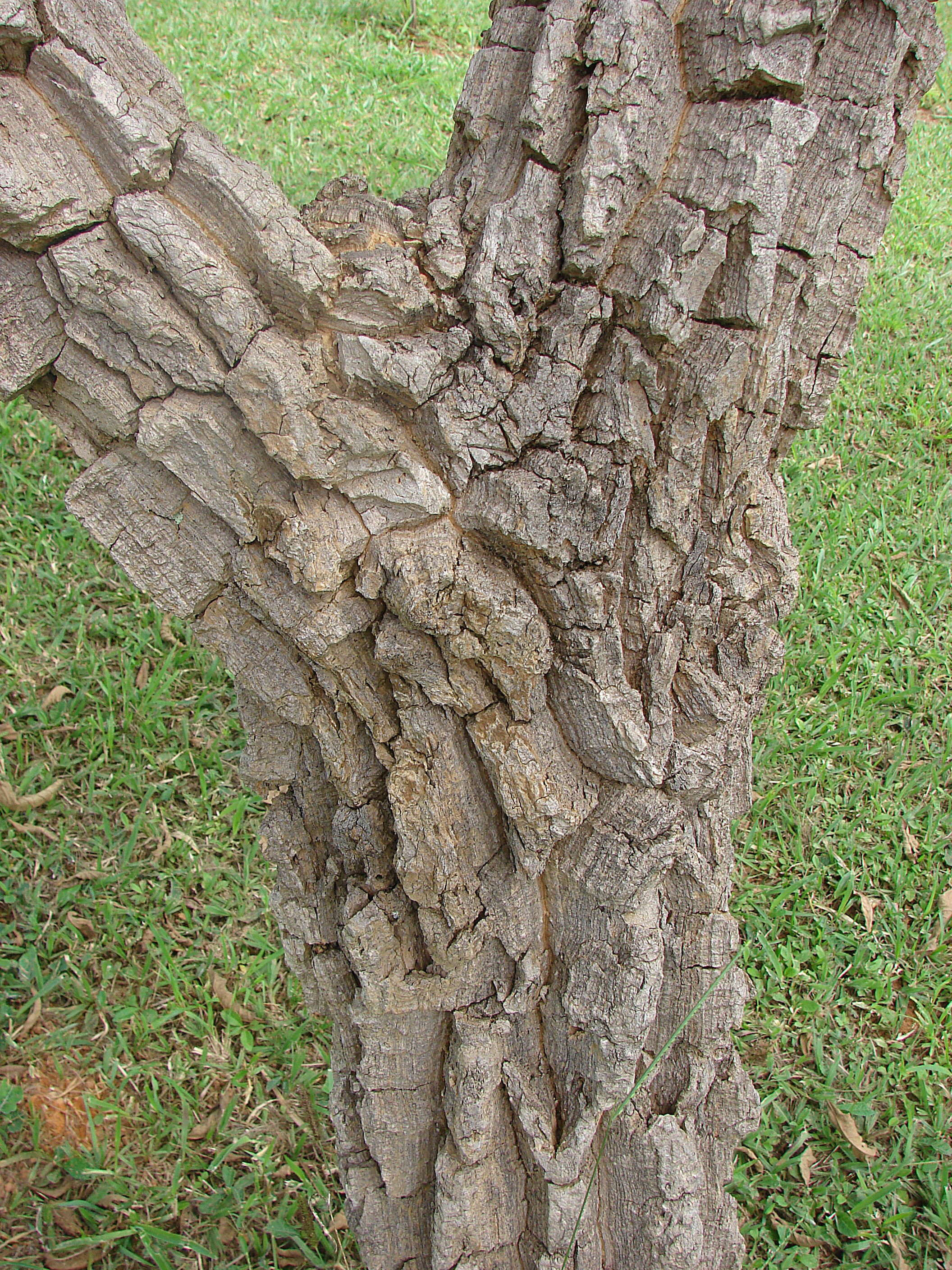
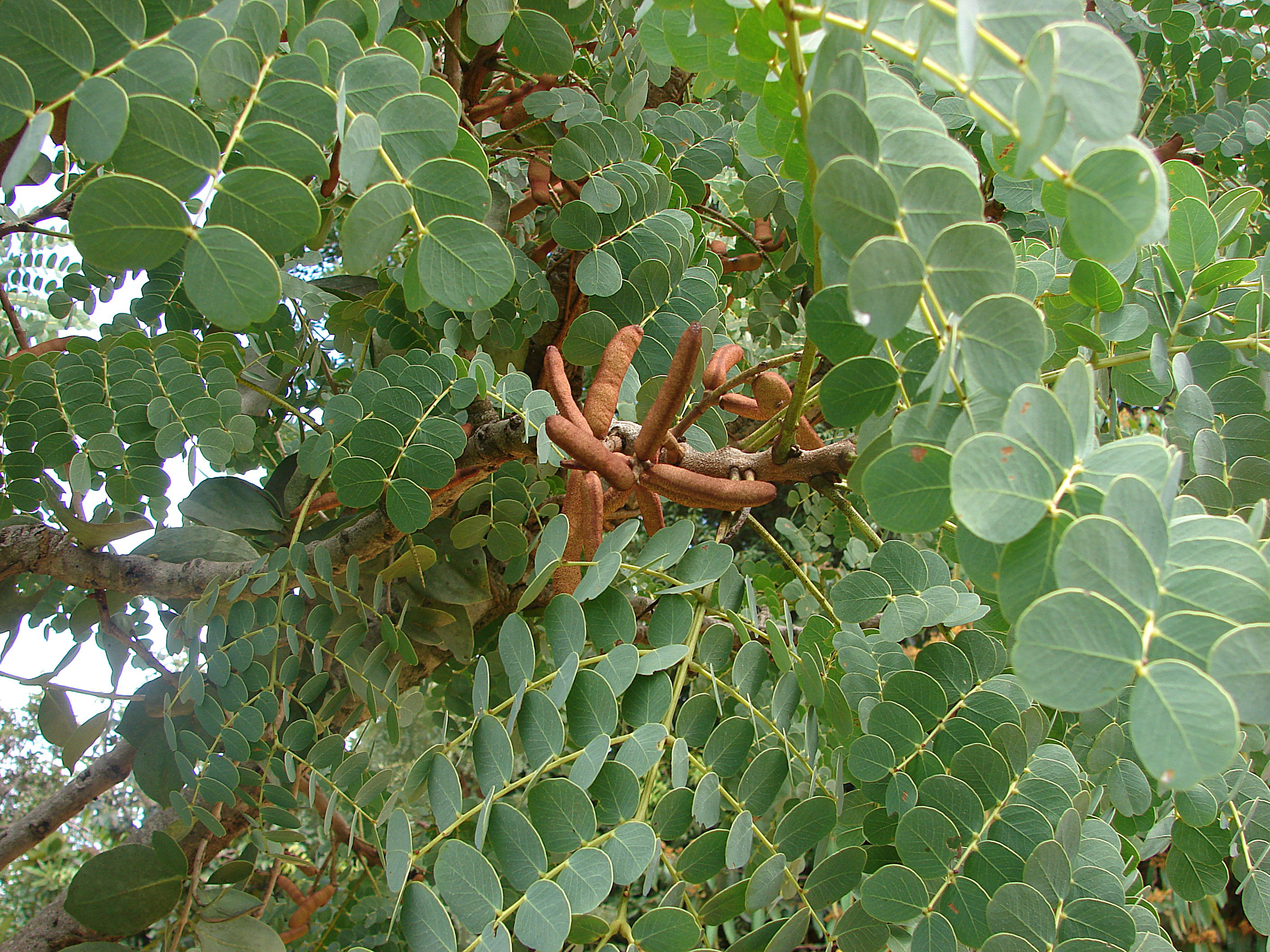
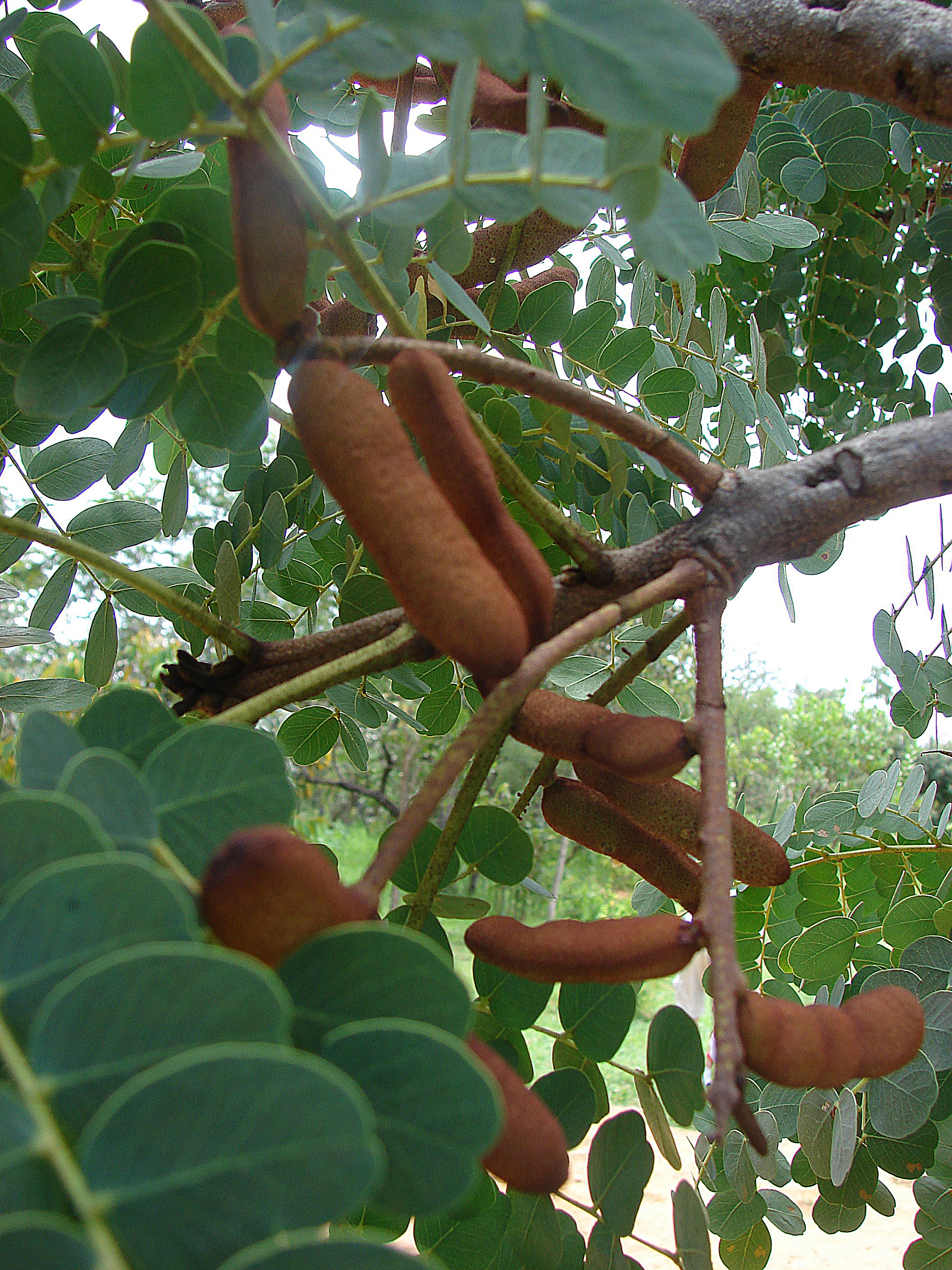
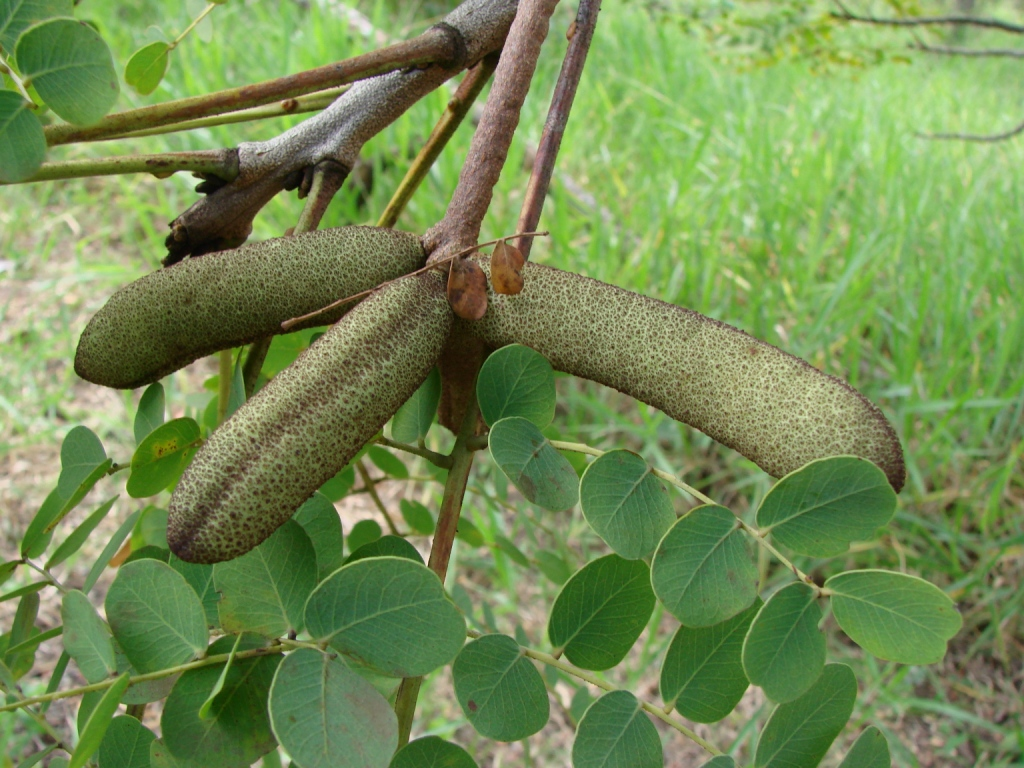